# Cedros (Francisco Morazán)
Pour les articles homonymes, voir Cedros.
Cedros est une municipalité du Honduras, située dans le département de Francisco Morazán.

## Composition
Fondée en 1791, la municipalité de Cedros comprend 12 villages et 144 hameaux.
| Code   | Villages                              |
| ------ | ------------------------------------- |
| 080301 | Cedros (chef-lieu de la municipalité) |
| 080302 | Agalteca                              |
| 080303 | Cedros Abajo                          |
| 080304 | El Guante                             |
| 080305 | El Suyatal                            |
| 080306 | El Tablón                             |
| 080307 | La Guadalupe                          |
| 080308 | Las Animas                            |
| 080309 | Mata de Plátano                       |
| 080310 | Pueblo Nuevo                          |
| 080311 | Siria                                 |
| 080312 | Tamarindo                             |
|        | La presa                              |
|        | Jiniapa                               |

## Source de la traduction
- (es) Cet article est partiellement ou en totalité issu de l’article de Wikipédia en espagnol intitulé « Cedros (Honduras) » (voir la liste des auteurs).